# François Rémillard
Pour les articles homonymes, voir Rémillard.
François Rémillard (né le 30 août 1962 à Verdun au Québec) est un historien de l’architecture, auteur, chercheur et conférencier québécois.

## Biographie
Après ses études secondaires au collège Notre-Dame de Montréal et ses études collégiales au collège Marguerite-Bourgeoys de Westmount, François Rémillard obtient un baccalauréat en urbanisme de l’Université de Montréal, en plus d’étudier l’histoire de l’art à l’UQAM (Université du Québec à Montréal). Intéressé dès son plus jeune âge par le patrimoine architectural, il s’implique dans les mouvements de sauvegarde tels Héritage Montréal, et Sauvons Montréal, alors dirigé par Cécile Grenier. Ses rencontres avec l’architecte Phyllis Lambert et l’urbaniste Jean-Claude Marsan en 1981 seront déterminantes. François Rémillard s’intéresse tout particulièrement aux demeures anciennes de Montréal qui tombent les unes après les autres sous le pic du démolisseur. Ne se limitant pas à des manifestations et à des pétitions, il choisit de sensibiliser la population en rédigeant son premier ouvrage intitulé Demeures bourgeoises de Montréal : le Mille carré doré 1850 – 1930,, paru en 1986. Le livre, préfacé par Jean-Claude Marsan, a été traduit en anglais par Joshua Wolfe, sous le titre Mansions of the Golden Square Mile: Montreal, 1850–1930.
Depuis 1982, François Rémillard travaille conjointement avec le photographe d’art Brian Merrett, afin d’illustrer ses ouvrages d’images inédites. En 1990, le duo récidive avec L’architecture de Montréal : guide des styles et des bâtiments,, traduit en anglais par Pierre Miville-Deschênes sous le titre Montreal Architecture: A Guide to Styles and Buildings. L’édition anglaise est préfacée par John Bland, professeur d’architecture émérite de l’université McGill. L’ouvrage figure dans « La petite bibliothèque du parfait Montréalais », lors des célébrations du 350e anniversaire de fondation de Montréal en 1992. Finalement, paraît en 2016 aux Éditions de l'Homme Belles demeures historiques de l’île de Montréal,, préfacé par l’historien de l’art Michel Lessard, suivi en 2022 de Belles demeures historiques de Québec et de sa région préfacé par France Gagnon Pratte, présidente de la Fondation québécoise du patrimoine.
Entretemps, François Rémillard travaille au bureau de la direction du Centre canadien d’architecture, fondé par Phyllis Lambert, puis comme guide accompagnateur pour Air Transat et pour l’ITHQ (Institut de tourisme et d’hôtellerie du Québec), où il enseignera pendant dix ans. Dans la foulée, il rédige les textes de base des Guides de voyage Ulysse Le Québec, Montréal, Ville de Québec, New York et Boston (1993 – 2001). La première édition de son guide sur le Québec, parue en 1994, est considérée comme le tout premier guide de voyage québécois sur le Québec. À ces ouvrages s’ajoutent Un musée dans une église : Le Musée d’art de Saint-Laurent, qui porte sur l’édifice du Musée (actuel Musée des métiers d’art du Québec), Historique du Havre ancien de Montréal, rédigé pour la Société du Havre de Montréal, sous la direction de Lucien Bouchard, et Répertoire des zones et des organismes patrimoniaux du Grand Montréal, commandé par Héritage Montréal. François Rémillard est aussi conférencier pour Les Belles Soirées de l’Université de Montréal.

## Publications
- Demeures bourgeoises de Montréal : le Mille carré doré, 1850 – 1930, avec Brian Merrett, photographe. Éditions du Méridien, Montréal, 1986, 242 p.
- Mansions of the Golden Square Mile: Montreal, 1850–1930, avec Brian Merrett, photographe. Meridian Press, Montréal, 1987, 242 p.
- L’architecture de Montréal : guide des styles et des bâtiments, avec Brian Merrett, photographe. Éditions du Méridien, Montréal, 1990 (1re édition), 222 p.
- Montreal Architecture: A Guide to styles and buildings, avec Brian Merrett, photographe. Meridian Press, Montréal, 1990 (1re édition), 224 p.
- Répertoire des zones et des organismes patrimoniaux du Grand Montréal, Héritage Montréal, 1991, 236 p.
- Un musée dans une église : le Musée d’art de Saint-Laurent, Musée d’art de Saint-Laurent, Ville de Saint-Laurent, 1991, 105 p.
- Montréal, Guide de voyage Ulysse, Éditions Ulysse, Montréal, 1993 (1re édition), 235 p.
- Le Québec, Guide de voyage Ulysse, Éditions Ulysse, Montréal, 1994 (1re édition), 655 p.
- Ville de Québec, Guide de voyage Ulysse, Éditions Ulysse, Montréal, 1995 (1re édition), 297 p.
- New York, Guide de voyage Ulysse, Éditions Ulysse, Montréal, 1998 (1re édition), 430 p.
- Boston, Guide de voyage Ulysse, Éditions Ulysse, Montréal, 2001 (1re édition), 325 p.
- Historique du Havre ancien de Montréal, Société du Havre, Montréal, 2004, 35 p.
- Belles demeures historiques de l’île de Montréal, avec Brian Merrett, photographe. Les Éditions de l’Homme, Montréal, 2016, 341 p.
- Belles demeures historiques de Québec et de sa région, avec Brian Merrett, photographe. Les Éditions de l’Homme, Montréal, 2022, 256 p.